# Nathan Jones
Nathan Jones, né le 21 août 1969 à Gold Coast, est un catcheur et acteur australien.
Il est condamné à 16 ans de prison après plusieurs braquages à main armée alors qu'il a 19 ans. Il sort de prison après sept ans et participe à des compétitions d'hommes forts et remporte le Australia Strongest Man et le World Strength Championship en 1995. Il s'essaie aussi aux arts martiaux mixtes au Japon à la Pride FC et fait de la figuration au cinéma.
En 2001, il devient catcheur et se fait connaitre à la World Wrestling All-Stars (WWA) où il est brièvement champion du monde poids lourd de la WWA. Il rejoint ensuite la World Wrestling Entertainment en 2002 avant de quitter la compagnie en décembre 2003.
Il se reconvertit comme acteur et apparait notamment dans Troie, Mad Max: Fury Road et Spiderhead.

## Biographie
Durant son adolescence, Jones devient un délinquant et commet plusieurs vols à main armée et fait alors partie des criminels les plus recherché d'Australie. À 19 ans, un tribunal le condamne à passer 16 ans en prison. Il fait l'essentiel de sa peine à la prison de Boggo Road Gaol (en) dans le quartier de haute sécurité. Et c'est derrière les barreaux qu'il apprend à lire et fait de la musculation,.
Il sort au bout de sept ans de détention et décide de participer à des compétitions d'homme fort. Au cours de ces compétitions on le surnomme « Megaman » puis « Australia's Strongest Man ». Il remporte le concours d'Australia Strongest Man et le World Strength Championship en Écosse 1995,. Au cours du World Strongest Man Finals 1995, il affronte Magnus Samuelsson au bras de fer et ce dernier lui casse le bras. L'année suivante, il retourne au World Strongest Man Finals et se classe 3e dans un des groupes de qualification.
Il cesse de faire des concours d'homme fort et devient garde du corps de Rene Rivkin (en).

## Carrière en arts martiaux mixtes
Le 11 octobre 1997, il participe à son seul combat professionnel d'arts martiaux mixtes à la Pride FC, une fédération japonaise au cours de Pride 1. Il affronte le sumo Koji Kitao et se fait vaincre en un peu plus de deux minutes par soumission après une clé de bras.
En avril 2004, Jones signe un contrat avec la fédération de kickboxing et d'arts martiaux mixtes K-1 mais il ne participe à aucun combat,.
Le 16 juin 2007, il fait un deuxième combat en amateur à la Warrior Fighting Championship, une fédération du Kentucky, où il est une nouvelle fois vaincu par soumission par Aaron Pile après un étranglement arrière.

## Carrière de catcheur

### Ultimate Pro Wrestling et Pro Wrestling Zero1 (2001-2002)
Jones commence à s'entraîner pour devenir catcheur alors qu'il est encore le garde du corps de Rene Rivkin (en). En 2001, il est en Californie à l'Ultimate Pro Wrestling (UPW) et fait équipe avec Jon Heidenreich le 14 mars et ils se font éliminer en demi finale du tournoi pour désigner les champions par équipes de l'UPW par Shannon et Shane Ballard.
Il part au Japon en 2002 où il retrouve Jon Heidenreich avec qui il remporte à la Pro Wrestling Zero1 le championnat intercontinental par équipe de la National Wrestling Alliance le 20 octobre après leur victoire sur Masato Tanaka et Shinjiro Otani. Leur règne ne dure que six jours et ils perdent ce titre face à Naoya Ogawa et Shinya Hashimoto.

### World Wrestling All-Stars (2001-2002)
Jones rejoint la World Wrestling All-Stars (WWA) dès la création de cette fédération de catch australienne. Durant le premier spectacle de cette fédération le 19 octobre 2001, il fait équipe avec Danny Dominion et ils remportent un match par équipe face à Lenny Lane et Lodi. Une semaine plus tard, il participe au tournoi pour désigner le premier champion du monde poids lourd de la WWA où il se fait éliminer au premier tour par Jeff Jarrett dans un Guitar on the Pole match,.
Il succède à Jarrett le 7 avril 2002 après sa victoire dans un match à quatre comprenant aussi Grandmaster Sexay et Scott Steiner. Son règne prend fin cinq jours plus tard après sa défaite face à Steiner au cours de The Eruption.

### World Wrestling Entertainment (2002-2003)
La World Wrestling Entertainment (WWE) essaie de l'engager au printemps 2002 mais n'arrive pas à l'aider à obtenir une carte de résident permanent aux États-Unis. Il obtient des combats de catch d'essai pour la WWE en novembre avant de signer un contrat dans la foulée. Il apparaît pour la première fois dans une émission de la WWE le 20 février à Smackdown où Michael Cole l'interviewe. Il se montre menaçant envers Cole car les scénaristes comptent faire de lui le rival de l'Undertaker à WrestleMania XIX.

## Palmarès

### En catch
- Pro Wrestling Zero1
  - 1 fois champion intercontinental par équipe de la National Wrestling Alliance avec Jon Heidenreich[19]

- World Wrestling All-Stars (WWA)
  - 1 fois champion du monde poids lourd de la WWA[20]

### En arts martiaux mixtes
| 1 combats      | 0 victoires | 1 défaites |
| Par KO         | 0           | 0          |
| Par soumission | 0           | 1          |
| Sur décision   | 0           | 0          |

| Résultat | Record | Adversaire | Méthode                  | Événement | Date            | Round | Temps | Lieu         | Notes |
| -------- | ------ | ---------- | ------------------------ | --------- | --------------- | ----- | ----- | ------------ | ----- |
| Défaite  | 0-1    | Koji Kitao | Soumission (clé de bras) | PRIDE 1   | 11 octobre 1997 | 1     | 2:14  | Tokyo, Japon |       |

## Récompenses des magazines de catch
- Pro Wrestling Illustrated

| Année | 2001 | 2002 | 2003 |
| ----- | ---- | ---- | ---- |
| Rang  | 348  | 319  | 137  |

- Wrestling Observer Newsletter
  - Pire catcheur de l'année 2003[22]
  - Catcheur le plus embarrassant de l'année 2003[23]

## Filmographie
- 1996 : Contre-attaque de Stanley Tong : Hit Man
- 1997 : À la recherche de l'Eden : Vike
- 2004 : Troie de Wolfgang Petersen : Boagrius
- 2005 : L'Honneur du dragon de Prachya Pinkaew : TK
- 2006 : Le Maître d'armes de Ronny Yu : Hercules O'Brien
- 2007 : The Condemned de Scott Wiper : le Russe
- 2008 : Astérix aux Jeux olympiques de Frédéric Forestier et Thomas Langmann : Humungus
- 2008 : Somtum : Barney Emerald
- 2010 : Tekken de Dwight H. Little : Craig Marduk
- 2011 : Conan de Marcus Nispel : Akhun
- 2015 : Mad Max: Fury Road de George Miller : Rictus Erectus
- 2015 : Charlie's Farm : Charlie
- 2015 : Bhooloham : Steven George
- 2016 : Never Back Down 3 : Caesar Braga
- 2016 : A Flying Jatt : Raka
- 2018 : In Like Flynn de Russell Mulcahy
- 2021 : Mortal Kombat de Simon McQuoid : Reiko
- 2022 : Spiderhead de Joseph Kosinski
- 2024 : Ricky Stanicky de Peter Farrelly
- 2024 : Furiosa : Une saga Mad Max (Furiosa: A Mad Max Saga) de George Miller : Rictus Erectus